# Ballyhooey
Ballyhooey ou Propaganda Super foi o centésimo episódio e trigésimo-quinto da temporada de 1960 da série Woody Woodpecker. Foi lançado nos cinemas americanos em 20 de abril de 1960.

## Enredo
Pica-Pau mostra-se empolgado quando irá assistir o "Responda Isso", que, segundo o pássaro, é seu programa favorito. Mas ele fica chateado quando o apresentador pergunta ao Pica-Pau se ele estava pronto para responder a pergunta e, em seguida, chama o comercial. O pássaro fica inconformado quando outros 6 comerciais vão ao ar e chega a dormir quando o apresentador pede para os espectadores respondam a pergunta: "Quem está enterrado no túmulo de Grant?".
Depois que responde a pergunta, o Pica-Pau vai ao estúdio e o segurança, pensando que era um penetra, expulsa o pássaro, que é jogado para 2 estúdios. Em seguida, o apresentador recebe a pergunta e se espanta com a resposta - o Pica-Pau escreveu "Napoleão". O apresentador vai até os professores, que resolvem a dúvida, e ele diz ao Pica-Pau que a resposta certa era que George Washington havia sido enterrado no túmulo de Grant. Como prêmio de consolação, o pássaro ganhou uma viagem ao Sul no inverno, com as despesas pagas. O que ele não esperava era que a viagem era ao Polo Sul. Quando assiste o programa "Hi-Ho Eskimo!", se revolta quando o mesmo apresentador do "Responda Isso" chama o comercial e dá 3 tiros na televisão; assim que o apresentador morre, um locutor diz que "por motivos alheios à nossa vontade, o filme foi interrompido", encerrando o episódio.

## Curiosidades
- Neste episódio, o Pica-Pau não dá sua famosa risada.
- O apresentador do "Responda Isso" diz, no início do programa, que o nome era "Responda se Quiser".
- Os comerciais exibidos antes da pergunta eram: CF (Chicken fat, que significa "Galinha gorda" em inglês), um carro dobrável, uma estátua que diz o que pensava sobre o fumo, uma pasta de dentes colorida, uma tintura de cabelo, tabletes fininhos e uma luva de boxe que servia para quem não conseguisse dormir. O comercial de "Hi-Ho Eskimo!" não foi mostrado.
- Este foi o último trabalho de Alex Lovy como diretor de um curta da série. Ele, que passaria a trabalhar na Hanna-Barbera, foi substituído por Jack Hannah.